# 17983 Бурместер
17983 Бурместер (17983 Buhrmester) — астероїд головного поясу, відкритий 10 травня 1999 року.
Тіссеранів параметр щодо Юпітера — 3,469.